# YCbCr

Vizualizace barevného prostoru YCbCr

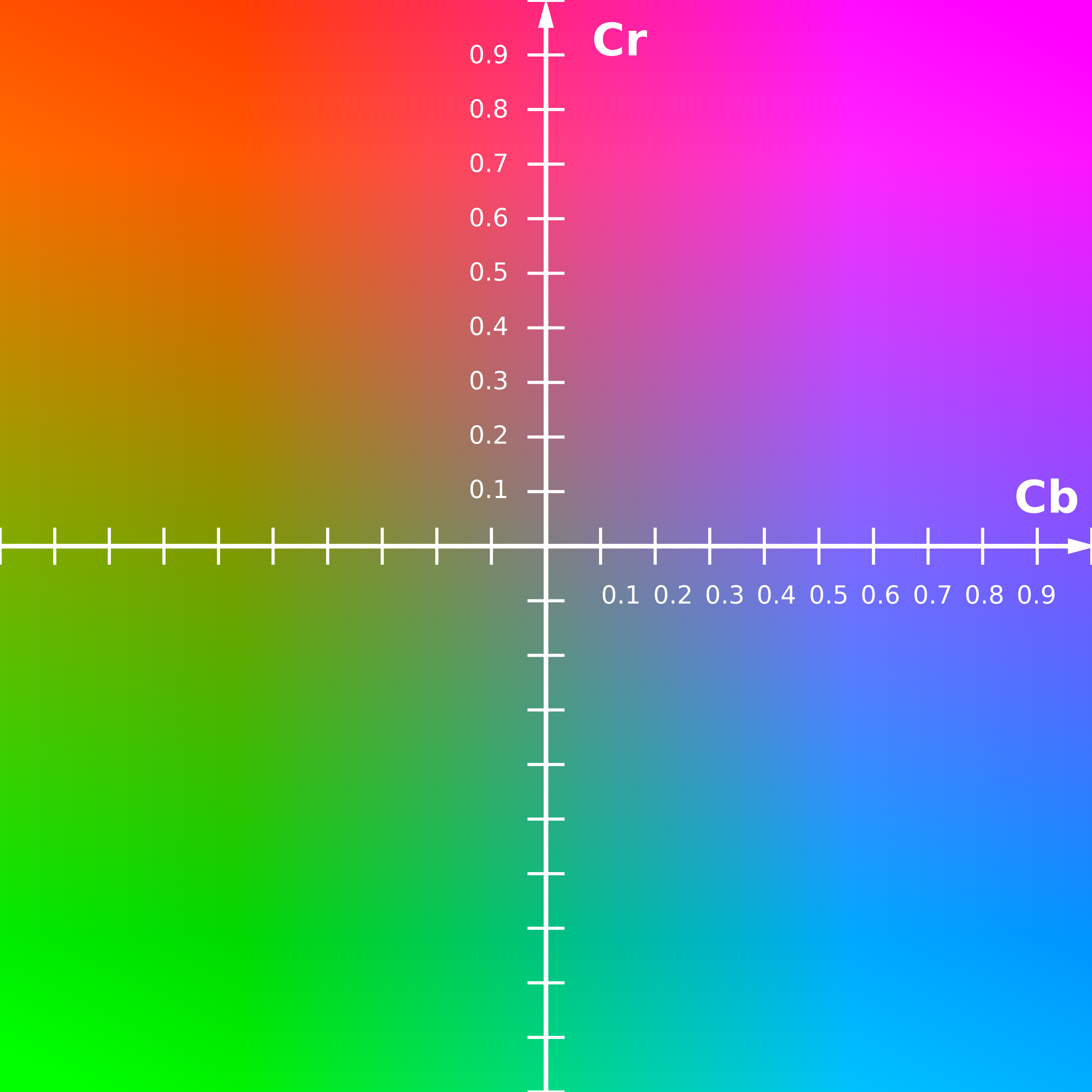
CbCr rovina s konstantní luminancí Y′=0,5

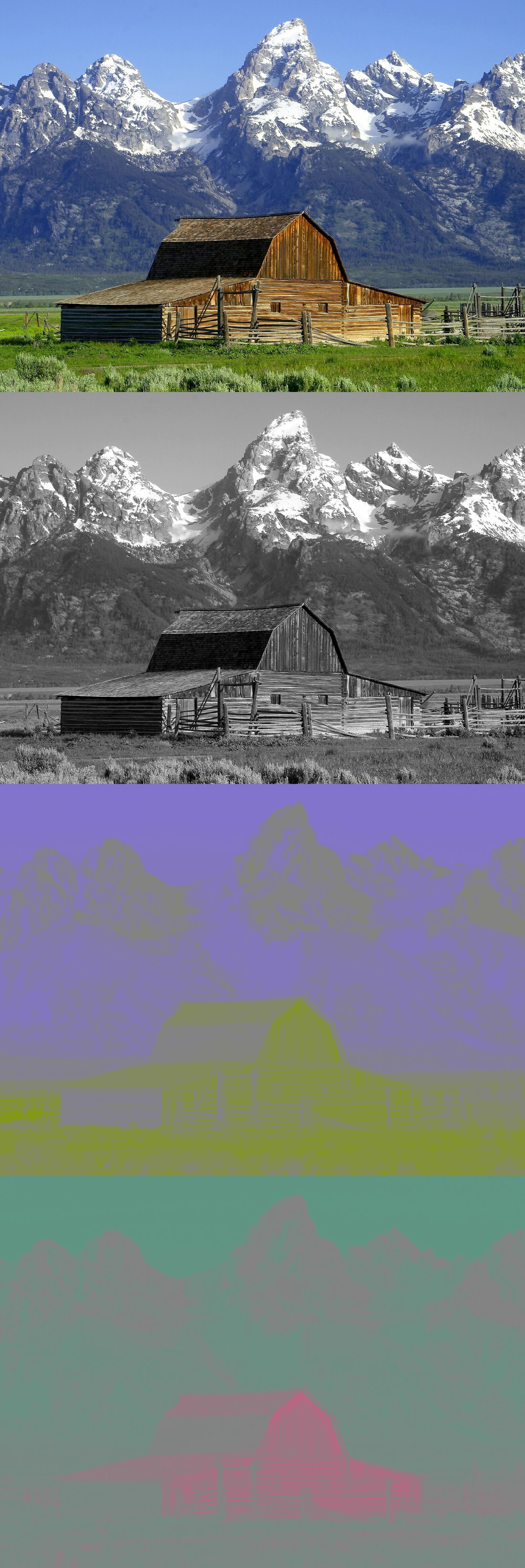
Barevný obraz a jeho složky Y′, C_{B} a C_{R}. Složka Y′ je v zásadě černobílá verze původního obrazu.

YCbCr (YCBCR) a Y′CbCr (Y′CBCR) je skupina barevných prostorů používaných v procesu zpracování barevného obrazu v systémech digitálního videa a digitální fotografie. Je v zásadě ekvivalentní s barevným prostorem YPBPR, který také vychází z barevných složek RGB; YCBCR je však určen pro digitální video, YPBPR pro analogové systémy.
Y nebo Y′ je jasová složka, barvonosné složky jsou CB = B - Y (modrá rozdílová složka) a CR = R - Y (červená rozdílová složka). Y je relativní jas (luminance), Y′ (Y s čárkou) anglicky nazývané luma je vážený součet složek R′G′B′, což jsou barevné složky, na které je uplatněna gama korekce.
Barevné prostory Y′CbCr jsou definovány matematickou transformací souřadnic složek RGB a bílého bodu. Pokud je podkladový barevný prostor RGB absolutní, Y′CbCr barevný prostor je také absolutní; opačně, pokud RGB prostor je špatně definovaný, Y′CbCr je také špatně definovaný. Transformace je definována rovnicemi 32 a 33 v ITU-T H.273.

## Účel
V době nástupu barevné televize bylo zavedené vysílání černobílé televize. Kvůli velkému množství existujících televizorů a kamer bylo nutné při přechodu na barevného vysílání zachovat zpětnou kompatibilitu. Francouzský inženýr Georges Valensi již v roce 1938 vyvinul a patentoval systém pro přenos RGB barev ve formě jasového a barevného signálu, který umožňuje, aby existující černobílé televizory zpracovávaly pouze jasovou složku obrazu a ignorovaly informace o barvě, což v zásadě znamená přenos černobílého videa uvnitř barevného. Zpětně kompatibilní systémy založené na Valensiho myšlence se nazývají barevně kompatibilní. Kompatibilita funguje i v opačném směru – černobílé vysílání lze přijímat barevným televizorem bez jakéhokoli zvláštního zpracování. Aby se videosignál i s barevnou informací vešel do kmitočtového pásma původně určeného pro černobílé video, je pro informace o barvě použito menší rozlišení, takže zabírají menší šířku pásma než jasové informace. V praxi to nepředstavuje velký problém, protože lidský zrak má vyšší rozlišení pro černobílý obraz (viz příklad obrazu vpravo). Toto řešení se nazývá podvzorkování barvonosných složek.
YCbCr a Y′CbCr jsou praktické aproximace při zpracování barev pro zachování jednotnosti vjemů, kdy základní barvy zhruba odpovídající červené, zelené a modré jsou zpracovány do vjemově smysluplné informace. Díky tomu nedokonalosti při zpracování obrazu nebo videa a jeho přenosu a ukládání nezpůsobují chyby, které by byly příliš rušivé. V praxi se proto používá barevný model Y′CbCr, ve kterém se samostatně zpracovává jasový signál (Y′) ve vyšším rozlišení a dvě barevné složky (CB a CR) v nižším rozlišení – tzv. podvzorkování barvonosných složek.

## Konverze
YCbCr se někdy zkracuje na YCC a označení Y′CbCr, YCbCr, YPbPr a YUV se často zaměňují, což může způsobovat nedorozumění. Hlavním rozdílem je, že YPbPr se používá pro analogový obraz, a YCbCr pro digitální, kvůli čemuž se používají různé škálovací hodnoty pro Umax a Vmax (v YCbCr modelech jsou obě {\displaystyle {\tfrac {1}{2}}}) při konverzi na YUV nebo z YUV. Y′CbCr a YCbCr se liší použitím nebo nepoužitím gama korekce.
Následující rovnice detailně popisují obecné principy a hlavní rozdíly mezi různými barevnými modely.

### RGB konverze

#### R'G'B' na Y′PbPr

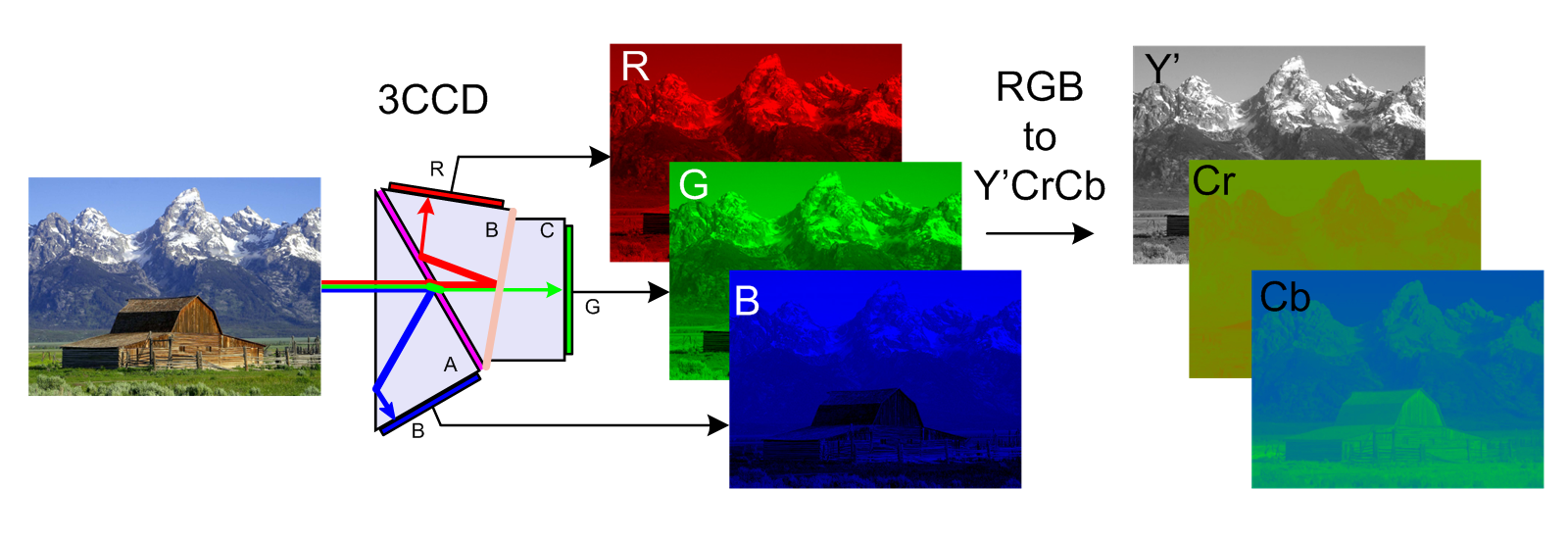
Převod RGB na YCbCr

Y′CbCr signály (před škálováním a posunutím při převádění signálů do digitální podoby) se nazývají YPbPr a vytvářejí se z RGB (červený, zelený a modrý) zdroje úpravou gama korekcí použitím tří konstant KR, KG a KB definovaných takto:
{\displaystyle {\begin{aligned}Y'&=K_{R}\cdot R'+K_{G}\cdot G'+K_{B}\cdot B'\\P_{B}&={\frac {1}{2}}\cdot {\frac {B'-Y'}{1-K_{B}}}\\P_{R}&={\frac {1}{2}}\cdot {\frac {R'-Y'}{1-K_{R}}}\end{aligned}}}
kde KR, KG, a KB se normálně odvodí z definice odpovídajícího RGB prostoru tak, aby platilo {\displaystyle K_{R}+K_{G}+K_{B}=1}.
Ekvivalentní maticová manipulace se často nazývá „barevná matice“:
{\displaystyle {\begin{pmatrix}Y'\\P_{B}\\P_{R}\end{pmatrix}}={\begin{pmatrix}K_{R}&K_{G}&K_{B}\\-{\frac {1}{2}}\cdot {\frac {K_{R}}{1-K_{B}}}&-{\frac {1}{2}}\cdot {\frac {K_{G}}{1-K_{B}}}&{\frac {1}{2}}\\{\frac {1}{2}}&-{\frac {1}{2}}\cdot {\frac {K_{G}}{1-K_{R}}}&-{\frac {1}{2}}\cdot {\frac {K_{B}}{1-K_{R}}}\end{pmatrix}}{\begin{pmatrix}R'\\G'\\B'\end{pmatrix}}}
A její inverze:
{\displaystyle {\begin{pmatrix}R'\\G'\\B'\end{pmatrix}}={\begin{pmatrix}1&0&2-2\cdot K_{R}\\1&-{\frac {K_{B}}{K_{G}}}\cdot (2-2\cdot K_{B})&-{\frac {K_{R}}{K_{G}}}\cdot (2-2\cdot K_{R})\\1&2-2\cdot K_{B}&0\end{pmatrix}}{\begin{pmatrix}Y'\\P_{B}\\P_{R}\end{pmatrix}}}
Symboly s čárkou (′) znamenají složky, na které byla uplatněna gama korekce; tedy R′, G′ a B′ nominálně z intervalu 0 až 1, kde 0 reprezentuje minimální intenzitu (například, černou) a 1 maximální (například bílou). Výsledná hodnota luminance (Y) pak bude mít jmenovitý rozsah 0 až 1, a hodnoty chrominance (PB a PR) budou mít jmenovitý rozsah -0,5 až +0,5. Opačný proces konverze lze jednoduše odvodit obrácením výše uvedených rovnic.

#### Y′PbPr na Y′CbCr
Při reprezentaci signálů v digitální formě jsou výsledky škálované a zaokrouhlené, a jsou k nim typicky přičtena posunutí (anglicky offsets). Například při použití osmibitové reprezentace vede škálování a posunutí aplikované na složku Y′ podle specifikace (např. MPEG-2) k hodnotě 16 pro černou barvu a hodnotě 235 pro bílou. Norma má osmibitové digitalizované verze složek CB a CR škálované do jiného intervalu 16 až 240. Následně je někdy požadované přeškálování zlomkem (235-16)/(240-16) = 219/224 když se vytváří barevná matice nebo se provádí zpracování v prostoru YCbCr, což způsobuje kvantizační zkreslení, když se další zpracování neprovádí s použitím vyšších bitových hloubek.
Škálování, které vede k použití menšího rozsahu digitálních hodnot, než jaké by mohlo být žádoucí pro reprezentaci jmenovitého rozsahu vstupních dat dovoluje určité „překmity“ a „podkmity“ během zpracování bez nutnosti nežádoucího ořezání. Tento prostor okolo maxima nebo minima („headroom“ resp. „toeroom“) se může také použit pro rozšíření jmenovitého barevného gamutu, jak je uvedeno v xvYCC.
Hodnota 235 vyhovuje maximálnímu překmitu (255 - 235) / (235 - 16) = 9,1%, který je nepatrně větší než teoretický maximální překmit (způsobený Gibbsovým jevem) přibližně 8,9% maximálního rozdílu (od černé k bílé). Toeroom je menší, s překmitem asi 16 / 219 = 7,3%, což je méně než teoretický maximální překmit 8,9%. Protože hodnoty 0 a 255 jsou v HDMI rezervované, je prostor ve skutečnosti ještě nepatrně menší.

#### Y′CbCr na xvYCC
Protože rovnice definující Y′CbCr jsou utvořeny tak, že celou jmenovitou barevnou krychli RGB rotují a škálují, aby se vešla do (větší) barevné krychle YCbCr, existují v barevné krychli Y′CbCr určité oblasti, které nelze reprezentovat v odpovídající doméně RGB (přinejmenším ne ve jmenovitém rozsahu RGB). To způsobuje určité potíže při určování, jak správně interpretovat a zobrazovat některé Y′CbCr signály. Tyto hodnoty Y′CbCr mimo rozsah se používají v xvYCC pro kódování barev mimo gamut definovaný v BT.709.

### Konverze ITU-R BT.601
Forma Y′CbCr definovaná pro použití v televizi se standardním rozlišením normou ITU-R BT.601 (dříve CCIR 601) pro digitální komponentní video, je odvozena z příslušného prostoru RGB (se složkami podle ITU-R BT.470-6 System M) takto:
{\displaystyle {\begin{aligned}K_{R}&=0,299\\K_{G}&=0,587\\K_{B}&=0,114\end{aligned}}}
Z výše uvedených konstant a vzorců lze pro ITU-R BT.601 odvodit následující:
Analogové YPbPr z analogového R'G'B' je odvozeno takto:
{\displaystyle {\begin{aligned}Y'&=&0,299\cdot R'&+&0,587\cdot G'&+&0,114\cdot B'\\P_{B}&=-&0,168736\cdot R'&-&0,331264\cdot G'&+&0,5\cdot B'\\P_{R}&=&0,5\cdot R'&-&0,418688\cdot G'&-&0,081312\cdot B'\end{aligned}}}
Digitální Y′CbCr (s 8 bity na vzorek) je odvozeno z analogového R'G'B' takto:
{\displaystyle {\begin{aligned}Y'&=&16&+&(65,481\cdot R'&+&128,553\cdot G'&+&24,966\cdot B')\\C_{B}&=&128&+&(-37,797\cdot R'&-&74,203\cdot G'&+&112,0\cdot B')\\C_{R}&=&128&+&(112,0\cdot R'&-&93,786\cdot G'&-&18,214\cdot B')\end{aligned}}}
nebo jednoduše po složkách
{\displaystyle {\begin{aligned}(Y',C_{B},C_{R})&=&(16,128,128)+(219\cdot Y,224\cdot P_{B},224\cdot P_{R})\\\end{aligned}}}
Rozsah výsledných signálů je 16 až 235 pro Y′ (16 až 240 pro Cb a Cr); hodnoty 0 až 15 se nazývají footroom, a hodnoty 236 až 255 se headroom. Stejné kvantizační rozsahy, různé pro Y a Cb, Cr platí také pro BT.2020 a BT.709.
Digitální prostor Y′CbCr je možné odvodit z digitálního prostoru R'dG'dB'd (s 8 bity na vzorek, každý používá plný rozsah, tj. nula reprezentuje černou a 255 bílou barvu) podle následujících rovnic:
{\displaystyle {\begin{aligned}Y'&=&16&+&{\frac {65,481\cdot R'_{D}}{255}}&+&{\frac {128,553\cdot G'_{D}}{255}}&+&{\frac {24,966\cdot B'_{D}}{255}}\\C_{B}&=&128&-&{\frac {37,797\cdot R'_{D}}{255}}&-&{\frac {74,203\cdot G'_{D}}{255}}&+&{\frac {112,0\cdot B'_{D}}{255}}\\C_{R}&=&128&+&{\frac {112,0\cdot R'_{D}}{255}}&-&{\frac {93,786\cdot G'_{D}}{255}}&-&{\frac {18,214\cdot B'_{D}}{255}}\end{aligned}}}
V následujících vzorcích jsou škálovací faktory znásobeny zlomkem {\displaystyle {\frac {256}{255}}}. Díky tomu se ve jmenovatelích objeví hodnota 256, což umožňuje dělení nahradit bitovým posuvem.
{\displaystyle {\begin{aligned}Y'&=&16&+&{\frac {65,738\cdot R'_{D}}{256}}&+&{\frac {129,057\cdot G'_{D}}{256}}&+&{\frac {25,064\cdot B'_{D}}{256}}\\C_{B}&=&128&-&{\frac {37,945\cdot R'_{D}}{256}}&-&{\frac {74,494\cdot G'_{D}}{256}}&+&{\frac {112,439\cdot B'_{D}}{256}}\\C_{R}&=&128&+&{\frac {112,439\cdot R'_{D}}{256}}&-&{\frac {94,154\cdot G'_{D}}{256}}&-&{\frac {18,285\cdot B'_{D}}{256}}\end{aligned}}}
Pokud digitální zdroj R'd G'd B'd obsahuje footroom a headroom, je třeba z každého signálu odečíst posunutí 16 pro footroom, a použít škálovací faktor {\displaystyle {\frac {255}{219}}}.
Inverzní transformace je:
{\displaystyle {\begin{aligned}R'_{D}&=&{\frac {298,082\cdot Y'}{256}}&&&+&{\frac {408,583\cdot C_{R}}{256}}&-&222,921\\G'_{D}&=&{\frac {298,082\cdot Y'}{256}}&-&{\frac {100,291\cdot C_{B}}{256}}&-&{\frac {208,120\cdot C_{R}}{256}}&+&135,576\\B'_{D}&=&{\frac {298,082\cdot Y'}{256}}&+&{\frac {516,412\cdot C_{B}}{256}}&&&-&276,836\end{aligned}}}
Inverzní transformace bez zaokrouhlování (s použitím hodnot přímo z doporučení ITU-R BT.601) je:
{\displaystyle {\begin{aligned}R'_{D}={\frac {255}{219}}\cdot (Y'-16)&&&&&&&+{\frac {255}{224}}\cdot 1,402\cdot (C_{R}-128)\\G'_{D}={\frac {255}{219}}\cdot (Y'-16)&-&{\frac {255}{224}}\cdot 1,772&&\cdot {\frac {0,114}{0,587}}&&\cdot (C_{B}-128)&-{\frac {255}{224}}\cdot 1,402\cdot {\frac {0,299}{0,587}}\cdot (C_{R}-128)\\B'_{D}={\frac {255}{219}}\cdot (Y'-16)&+&{\frac {255}{224}}\cdot 1,772&&&&\cdot (C_{B}-128)\end{aligned}}}
Tento barevný prostor Y′CbCr se používá především ve starších systémech televize se standardním rozlišením, protože používá RGB model, který lépe vyhovuje emisním charakteristikám luminiforů starších vakuových obrazovek.

### Konverze ITU-R BT.709

Porovnání Rec. 709 a Rec. 2020

Norma ITU-R BT.709 definuje jiný tvar Y′CbCr, určený primárně pro HDTV. Novější tvar se používá také v některých aplikacích určených pro počítačové displeje jako SRGB (ačkoli matice sYCC používaná pro sRGB tvar YCbCr je stále BT.601). V tomto případě se hodnoty Kb a Kr liší, ale vzorce pro jejich použití jsou stejné. Konstanty pro ITU-R BT.709 jsou:
{\displaystyle {\begin{aligned}K_{B}&=0,0722\\K_{R}&=0,2126\\(K_{G}&=1-K_{B}-K_{R}=0,7152)\end{aligned}}}
Tento barevný prostor Y′CbCr je založen na modelu RGB, který lépe vyhovuje vyzařovacím charakteristikám luminiforů novějších CRT obrazovek a jiných moderních displejů.[zdroj?]
Konverzní matice pro BT.709 jsou následující:
{\displaystyle {\begin{aligned}{\begin{pmatrix}Y'\\C_{B}\\C_{R}\end{pmatrix}}&={\begin{pmatrix}0,2126&0,7152&0,0722\\-0,1146&-0,3854&0,5\\0,5&-0,4542&-0,0458\end{pmatrix}}{\begin{pmatrix}R'\\G'\\B'\end{pmatrix}}\\{\begin{pmatrix}R'\\G'\\B'\end{pmatrix}}&={\begin{pmatrix}1&0&1,5748\\1&-0,1873&-0,4681\\1&1,8556&0\end{pmatrix}}{\begin{pmatrix}Y'\\C_{B}\\C_{R}\end{pmatrix}}\end{aligned}}}
Definice signálů R', G' a B' se mezi BT.709 a BT.601 také liší, a liší se i v rámci BT.601 podle používaného televizního systému (625 řádků pro PAL a SECAM a 525 řádků pro NTSC), a odlišují se i v jiných specifikacích. V různých konstrukcích jsou rozdíly v definici barevných souřadnic R, G a B, v referenčním bílém bodě, v podporovaném rozsahu gamutu, přesných funkcích pro předkompenzaci gama pro odvozování R', G' a B' z R, G a B, a ve škálováních i offsetech, které se mají použít při konverzi z R'G'B' na Y′CbCr. Správná konverze Y′CbCr z jednoho tvaru do jiného není proto záležitostí pouze inverze matice a jejího použití. Ve skutečnosti, když je Y′CbCr navrženo ideálně, hodnoty KB a KR jsou odvozeny z přesné specifikace základních barevných signálů RGB, takže složka luminance (Y′) odpovídá co nejlépe měření jasu s gama korekcí (vycházející typicky z měření odezvy lidského zraku na barevné podněty, které provedla komise CIE v roce 1931).

### Konverze ITU-R BT.2020
Norma ITU-R BT.2020 používá stejné gama funkce jako BT.709. Definuje:
- Barevný prostor Y'CbCr s nekonstantním jasem, podobný předchozím, ale s jinými KB a KR.
- Barevný prostor Y'cCbcCrc s konstantním jasem, ve kterém je Y' hodnota skutečného jasu s gama kodekem.[6]

Pro oba barevné prostory jsou ze složek odvozené koeficienty:
{\displaystyle {\begin{aligned}K_{B}&=0,0593\\K_{R}&=0,2627\\(K_{G}&=1-K_{B}-K_{R}=0,6780)\end{aligned}}}
Pro NCL je definice klasická: {\displaystyle Y'=0,2627R'+0,6780G'+0,0593B'}; {\displaystyle Cb=(B'-Y')/1,8814}; {\displaystyle Cr=(R'-Y')/1,4746}. Konverze kódování může být také zapsána maticí. Dekódovací matice pro BT.2020-NCL se 14 desetinnými místy je následující:
{\displaystyle {\begin{aligned}{\begin{pmatrix}R\\G\\B\end{pmatrix}}&={\begin{pmatrix}1&0&1,4746\\1&-0,16455312684366&-0,57135312684366\\1&1,8814&0\end{pmatrix}}{\begin{pmatrix}Y'\\C_{B}\\C_{R}\end{pmatrix}}\end{aligned}}}
Hodnoty s méně desetinnými místy nejsou zaokrouhlené, ale jde o přesné hodnoty. Pro systémy s omezenou barevnou hloubkou (např. 8 nebo 10 bitů) se může používat matice se zaokrouhlenými hodnotami, například použitím pouze 6 desetinných číslic.
Verze CL barevného modelu YcCbcCrc kóduje:
- {\displaystyle Y'c=(0,2627R+0,6780G+0,0593B)'}. Gama funkce je aplikovaná na skutečný jas spočítaný z lineárního RGB.
- {\displaystyle Cbc=(B'-Y'c)/(-2Nb)} pokud {\displaystyle B'<Y'c} jinak {\displaystyle (B'-Y'c)/(2Pb)}. {\displaystyle Nb} a {\displaystyle Pb} jsou teoretická minima a maxima {\displaystyle (B'-Y'c)} odpovídající gamutu. Zaokrouhlené „praktické“ hodnoty jsou {\displaystyle Pb=0,7910}, {\displaystyle Nb=-0,9702}. Úplné odvození lze nalézt v doporučení.[6]
- {\displaystyle Crc=(R'-Y'c)/(-2Nr)} pokud {\displaystyle R'<Y'c} jinak {\displaystyle (R'-Y'c)/(2Pr)}. {\displaystyle Pr} a {\displaystyle Nr} jsou opět teoretické limity. Zaokrouhlené hodnoty jsou {\displaystyle Pr=0,4969}, {\displaystyle Nr=-0,8591}.

Funkci CL lze použít, pokud jde především o zachování jasu (viz Podvzorkování barvonosných složek), nebo když „je třeba provést zlepšení účinnosti kódování pro doručení.“ Specifikace se v tomto bodě odvolává na ITU-R zprávu BT.2246. BT.2246 uvádí, že CL vylepšilo účinnost komprimace při zachování jasu, ale o NCL je známo, že nejdříve provádí míchání barev a jiné produkční postupy v HDTV YCbCr.
BT.2020 nedefinuje PQ ani HDR, které je definováno v SMPTE ST 2084 a BT.2100. BT.2100 zavádí použití ICTCP, téměř vjemového barevného prostoru odvozeného z lineárního RGB s dobrou linearitou odstínu. Má „téměř konstantní jas“.

### Konverze SMPTE 240M
Norma SMPTE 240M (používaná v systémech MUSE analogové HD televize) definuje YCC s těmito koeficienty:
{\displaystyle {\begin{aligned}K_{B}&=0,087\\K_{R}&=0,212\end{aligned}}}
Koeficienty jsou odvozené ze složek SMPTE 170M a bílého bodu definovaného v normě 240M.

### Konverze JPEG
JFIF použití JPEG podporuje upravené doporučení Rec. 601 Y′CbCr kde Y′, CB a CR mají plný osmibitový rozsah [0...255]. Následují konverzní rovnice vyjádřené s přesností na šest desetinných míst (přesné rovnice jsou v ITU-T T.871).)
V následujícím vzorci je pro každou vstupní složku (R,G,B) použit plný osmibitový rozsah [0...255].
{\displaystyle {\begin{aligned}Y'&=&0&+(0,299&\cdot R'_{D})&+(0,587&\cdot G'_{D})&+(0,114&\cdot B'_{D})\\C_{B}&=&128&-(0,168736&\cdot R'_{D})&-(0,331264&\cdot G'_{D})&+(0,5&\cdot B'_{D})\\C_{R}&=&128&+(0,5&\cdot R'_{D})&-(0,418688&\cdot G'_{D})&-(0,081312&\cdot B'_{D})\end{aligned}}}
A zpět:
{\displaystyle {\begin{aligned}R'_{D}&=&Y'&&&+1,402&\cdot (C_{R}-128)\\G'_{D}&=&Y'&-0,344136&\cdot (C_{B}-128)&-0,714136&\cdot (C_{R}-128)\\B'_{D}&=&Y'&+1,772&\cdot (C_{B}-128)&\end{aligned}}}
Výše uvedená konverze je identická s sYCC, pokud je vstup zadán jako sRGB, ale IEC 61966-2-1:1999/Amd1:2003 uvádí pouze čtyři desetinné číslice.
JPEG také definuje formát „YCCK“ společnosti Adobe pro CMYK vstup. V tomto formát se hodnota „K“ předává beze změn, zatímco CMY se používají pro odvozovat YCbCr pomocí výše uvedené matice s tím, že {\displaystyle R=1-C}, {\displaystyle G=1-M} a {\displaystyle B=1-Y}. V důsledku toho lze používat podobnou sadu metod podvzorkování.

### Koeficienty základních složek B, G v systému BT.470-6
{\displaystyle {\begin{aligned}K_{B}&=0,0713\\K_{R}&=0,2220\end{aligned}}}
Tyto koeficienty se nepoužívají, ani se nikdy nepoužívaly.

### Systémy luminance odvozené od chromatičnosti
H.273 popisuje také systémy s konstantním a nekonstantním jasem, které jsou striktně odvozeny ze základních složek a bílého bodu, takže nedochází k situacím, kdy jsou např. implicitní složky JPEG sRGB/BT.709 použity s maticí BT.601 (která je odvozena z BT.470-6 System M).

## Numerické aproximace
Dokud nebyly dostupné rychlé SIMD procesory s pohyblivou řádovou čárkou, používala většina digitálních implementací převodu RGB → Y′UV celočíselné operace, především aproximace s pevnou řádovou čárkou. Aproximace znamená, že přesnost používaných čísel (vstupní data, výstupní data a konstanty) je omezená, a tedy kdokoli používá tuto metodu, musí počítat se ztrátou přesnosti obvykle v poslední binární číslici jako kompromisem se zlepšením výpočetní rychlosti.
Hodnoty Y′ jsou tradičně posunuty a škálovány do rozsahu [16, 235] (nazývanému „studio swings“ nebo „TV levels“) místo použití plného rozsahu [0, 255] (nazývanému „full swings“ nebo „PC úrovně“). Tato praxe byla standardizována v SMPTE-125M, aby dovolovala překmity signálu („vyzvánění“) způsobené filtrováním. K hodnotám U a V, které mohou být kladné nebo záporné, se přičítá 128, aby byly vždy kladné, což dává studiový rozsah pro U a V 16–240. (Tyto rozsahy jsou důležité při editaci videa a produkci, protože použití chybného rozsahu způsobí obraz s „ořezanou“ černou a bílou nebo obraz s nízkým kontrastem.)

### Aproximace osmibitové matice pro BT.601
V těchto maticích jsou všechny složky zaokrouhlené na nejbližší násobek 1/256. Proto pro každou složku je mezivýsledkem pouze jedna 16bitová hodnota, a dělení lze nahradit jednoduchých bitovým posuvem doprava (x + 128) >> 8.
Pro studio swing:
{\displaystyle {\begin{pmatrix}Y'\\C_{B}\\C_{R}\end{pmatrix}}={\frac {1}{256}}{\begin{pmatrix}66&129&25\\-38&-74&112\\112&-94&-18\end{pmatrix}}{\begin{pmatrix}R'\\G'\\B'\end{pmatrix}}+{\begin{pmatrix}16\\128\\128\end{pmatrix}}}
Pro full swing:
{\displaystyle {\begin{pmatrix}Y'\\C_{B}\\C_{R}\end{pmatrix}}={\frac {1}{256}}{\begin{pmatrix}77&150&29\\-43&-84&127\\127&-106&-21\end{pmatrix}}{\begin{pmatrix}R'\\G'\\B'\end{pmatrix}}+{\begin{pmatrix}0\\128\\128\end{pmatrix}}}
Grafický stroj Skia společnosti Google používal výše uvedenou osmibitovou matici s plným rozsahem, což způsobovalo mírné zelenání JPEG obrazů zakódovaných na zařízeních s operačním systémem Android, které bylo zřetelnější při opakovaném ukládání. Problém byl opraven v roce 2016, kdy začaly být používány přesnější verze. Díky SIMD optimalizacím v libjpeg-turbo je přesná verze dokonce rychlejší.

## Formáty a konverze pakovaných pixelů
V RGB souborech se typicky používá 8, 12, 16 nebo 24 bitů na jeden pixel. V těchto příkladech budeme předpokládat 24 bitů na pixel, což se zapisuje jako RGB888. Standardní byte formát je jednoduše r0, g0, b0, r1, g1, b1, ....
YCbCr formáty s pakovanými pixely se často označují „YUV“. Takové soubory lze zakódovat použitím 12, 16 nebo 24 bitů na pixel. Podle podvzorkování barvonosných složek lze většinu formátů popsat jako 4:4:4, 4:2:2, a 4:2:0p. Apostrof za Y se často vynechává, stejně jako „p“ (znamenající planar – rovinný) na konci YUV420p. Z hlediska skutečných formátů souborů je 4:2:0 nejobvyklejší, protože redukce velikosti je významná, a přípona jména souboru je obvykle „.YUV“. Vztah mezi přenosovou rychlostí a vzorkováním (A:B:C) je dán poměrem mezi Y a U nebo V kanálem. Zápis „YUV“ následovaný třemi číslicemi je nejednoznačný: tři číslice mohou vyjadřovat podvzorkování barvonosných složek (např. „YUV420“) nebo bitovou hloubku v každém kanálu (např. „YUV565“). Jednoznačným způsobem označování těchto formátů je FourCC kód.
Pro konverze z RGB na YUV nebo zpět je nejjednodušší použít RGB888 a 4:4:4. Pro 4:1:1, 4:2:2 a 4:2:0 je třeba nejdřív zkonvertovat bajty na 4:4:4.

### 4:4:4
Pakování 4:4:4 je přímočaré, protože neprovádí žádné seskupování pixelů: jediným rozdílem je počet bitů pro každý kanál a jejich rozložení. Základní YUV3 schéma používá 3 bajty na pixel s pořadím y0, u0, v0, y1, u1, v1 (kde „u“ je hodnota Cb a „v“ hodnota Cr; totéž platí pro dále uvedené formáty). V počítačích je obvyklejší formát AYUV, který přidává alfa kanál a používá pořadí a0, y0, u0, v0, a1, y1, u1, v1, protože se skupinami 32 bitů se snáze pracuje.

### 4:2:2
Pakování 4:2:2 seskupuje 2 sousední pixely vodorovně do „kontejneru“. Dvě hlavní uspořádání jsou:
- YUY2: také nazývaný YUYV, s hodnotami ve formátu y0, u, y1, v.Formát YUY2

Formát YUY2

- UYVY: inverzní YUY2 s prohozenými bajty, s hodnotami ve formátu u, y0, v, y1.

### 4:1:1
Pakování 4:1:1 se používá zřídka. Pixely jsou ve vodorovném směru po čtyřech.

### 4:2:0
Pakování 4:2:0 se používá velmi často. Hlavními formáty jsou IMC2, IMC4, YV12, a NV12. Všechny čtyři formáty jsou „rovinné“, což znamená, že hodnoty Y, U a V jsou sdružené dohromady, nikoli proložené. Všechny formáty používají 12 bitů na pixel pro osmibitový kanál.
- IMC2 nejprve rozvrhne celé obrázky ve složce Y. Pak uspořádá jednotlivé řádky barevných informací v pořadí V0 ... Vn, U0 ... Un, kde n je počet barevných vzorků na řádek rovný poloviční šířce Y.
- IMC4 se podobá IMC2, ale pracuje v pořadí U0 ... Un, V0 ... Vn.
- I420 je jednodušší konstrukce a používá se častěji. Ukládá celý obraz v Y, pak celý obraz v U, a nakonec celý obraz ve V.Struktura I420

Struktura I420

- YV12 používá stejnou obecnou konstrukci jako I420, ale s obráceným pořadím U a V.[19]
- NV12 je pravděpodobně nejpoužívanější osmibitový formát 4:2:0. Je implicitním formátem pro preview kamer v systému Android.[20] Zapisuje se celý obraz v Y, následují prokládané řádky v pořadí U0, V0, U1, V1, atd.

Existují i „dlaždicové“ varianty rovinných formátů.